# Nikolai-Subow-Bucht
Die Nikolai-Subow-Bucht (russisch Залив Николая Зубова Saliw Nikolaja Subowa) ist eine Bucht an der Westgrenze der Sabrina-Küste im ostantarktischen Wilkeslands. Sie liegt zwischen dem Kap Waldron und der Westflanke der aufschwimmenden Zunge des Totten-Gletschers.
Russische Wissenschaftler benannten sie nach Nikolai Nikolajewitsch Subow (1885–1960), einem sowjetischen Ozeanologen.